# 八木政男
八木 政男（はちき まさお、1930年11月25日 - ）は沖縄県那覇市出身の俳優、演出家である。

## 人物
- 那覇市泊にて出生。本名は屋宜政雄（やぎ せいゆう）。後に芸名の八木政男を戸籍名とした[1]。
- 1943年 大阪市福島へ渡り[2]、戎座にて大宜味朝良（大宜見小太郎の養父）の舞踊団に入座[3]。
- 1947年 沖縄へ戻り、平良良勝の竹劇団に入座。
- 1949年 大宜見小太郎が創立した大伸座へ入団以後、沖縄芝居の役者として活動[4]。
- 芝居、講演会、放送番組を通じてうちなーぐちの伝承に努める。2014年1月、国立劇場おきなわ開場10周年特別公演の歌舞劇『今日ぬ誇らしゃや』では方言指導を担当[5]。
- 沖縄民謡の太鼓奏者でもあり[6]、嘉手苅林昌、知名定男、大城美佐子のレコーディングに参加。
- 沖縄タイムス芸術選賞、沖縄県文化功労賞、沖縄タイムス文化賞を受賞。
- 2010年春 旭日双光章受章[7]。

## 出演

### 舞台
- 染屋の恋唄（作 小島伸太郎）[8]
- 丘の一本松（作 大宜見小太郎）[9]
- 九年母の木の下で（作 上原直彦）[10]

他多数

### ラジオ
- 民謡で今日拝なびら（RBCiラジオ、1961年2月-2020年3月）
- 多良川おもしろ文化講座（RBCiラジオ）
- かでかるさとしのなんくるラジオジングル（RBCiラジオ）[11]
- ジ・アナウンサーズ特命全権アナβ（RBCiラジオ、2014年6月24日 ゲスト出演）

### テレビ
- 琉球の風 (NHK大河ドラマ)（1993年、NHK沖縄）吹き替え版
- うちなーであそぼ（2009年 - 、NHK沖縄）[12]
- 琉神マブヤー外伝 SO!ウチナー（2009年、琉球放送）
- にっぽんの芸能「沖縄の文化を受け継ぐ“首里子ユンタ”」（2014年、NHK）

### 映画
- 吉屋チルー物語（1962年）[13]
- ホテル・ハイビスカス（2002年）
- ひまわり〜沖縄は忘れない あの日の空を〜（2013年1月26日、映画センター全国連絡会議 / ゴーゴービジュアル企画）[14]

### CM
- 琉球銀行 りゅうぎんロボリフォームローン編（2013年）第32回沖縄広告協会広告賞銀賞受賞作品[15]
- 沖縄交通 福祉タクシー ラジオCM

## 音楽
- いりく枕（「オムニバス 沖縄民謡名選集5」マルフクレコード所収）
- 芝居の道（「RBCラジオ ホームソング復刻盤〜おきなわのホームソングはここから始まった！〜」テイチクエンターテイメント所収）

## 著書
- ふる里の民話 : 「うちな〜口」で語り聞かせる : 沖縄の昔話（2005年 わらべ書房）[16]